# Ciutats comarcals de la república de la Xina

Una ciutat comarcal (縣轄市) és una divisió administrativa de tercer nivell de la república de la Xina, jeràrquicament ubicada sota una comarca, aquesta al seu torn sota una província. Segons l'estructura administrativa de la república de la Xina, es troba al mateix nivell que un municipi o un districte. Aquestes ciutats estàn sota la jurisdicció de les comarques. Les ciutats comarcals són també el nivell més baix entre les ciutats a Taiwan, sota les ciutats provincials i els municipis especials. Actualment (2023), existeixen 14 ciutats comarcals al territori lliure de la república de la Xina.

## Història
Les primeres divisions administratives anomenades "ciutat" a Taiwan foren creades a la dècada del 1920 pel govern japonès. En aquesta època, les ciutats es trobaven sota la jurisdicció de les prefectures. Després de la segona guerra mundial, nou de les onze "ciutats prefecturals" creades pel govern japonés foren reorganitzades com a ciutats provincials segons la "llei de formació de ciutats" (市組織法).
No obstant això, la població de Karenkō (Hualien) i Giran (Yilan) era massa baixa per a poder esdevindre ciutats provincials però alhora tenien més importància que simples viles urbanes. Aleshores, la creació de l'"esquema local en comarques i ciutats de la província de Taiwan" (臺灣省各縣市實施地方自治綱要) va permetre la creació de les ciutats comarcals, semblants en estàtus a les viles urbanes, rurals i indígenes, totes sota l'autoritat comarcal.
L'any 1951, es dugué a terme una important reestructuració administrativa a Taiwan. La grandària de les comarques es va vore reduïda i desaparegueren els districtes comarcals, heretats de l'anterior sistema japonés. A més, quatre ciutats provincials foren degradades a ciutats comarcals. Com que les ciutats comarcals foren creades per a la província de Taiwan, les comarques de Kinmen i Lientxiang (a la província de Fukien) no tenen cap municipi com a ciutat comarcal.
El criteri de població era originalment de 50.000 habitants a la dècada del 1940, sent elevat a 100.000 habitants l'any 1959, a 150.000 habitants l'any 1977, i finalment rebaixat a 100.000 habitants el 2015. Actualment, la "Llei de Govern Local" regula la creació d'aquests municipis, per als quals una vila necessita una població entre 100.000 i 500.000 habitants i tindre un important paper cultural, econòmic i polític. A dia d'avui, algunes ciutats comarcals no compleixen aquests requeriments, però no són degradades en atenció a raons històriques.

## Llista de ciutats comarcals
|    | Municipi | Xinès  | Comarca  | Any de creació | Població (hab) [2023] |
| -- | -------- | ------ | -------- | -------------- | --------------------- |
| 1  | Txanghua | 彰化市 | Txanghua | 1951           | 226.564               |
| 2  | Douliu   | 斗六市 | Yunlin   | 1981           | 107.904               |
| 3  | Hualien  | 花蓮市 | Hualien  | 1946           | 99.458                |
| 4  | Magong   | 馬公市 | Penghu   | 1981           | 63.745                |
| 5  | Miaoli   | 苗栗市 | Miaoli   | 1981           | 86.150                |
| 6  | Nantou   | 南投市 | Nantou   | 1981           | 97.504                |
| 7  | Pingtung | 屏東市 | Pingtung | 1951           | 194.123               |
| 8  | Puzi     | 朴子市 | Txiayi   | 1992           | 41.043                |
| 9  | Taibao   | 太保市 | Txiayi   | 1991           | 38.696                |
| 10 | Taitung  | 臺東市 | Taitung  | 1976           | 103.260               |
| 11 | Toufen   | 頭份市 | Miaoli   | 2015           | 105.513               |
| 12 | Yilan    | 宜蘭市 | Yilan    | 1946           | 94.846                |
| 13 | Yuanlin  | 員林市 | Txanghua | 2015           | 122.763               |
| 14 | Txubei   | 竹北市 | Xintxu   | 1988           | 212.695               |